# Валь-Мазино
Валь-Ма́зино (итал. Val Màsino) — коммуна в Италии, в провинции Сондрио области Ломбардия.
Население составляет 952 человека (2008 г.), плотность населения составляет 8 чел./км². Занимает площадь 116 км². Почтовый индекс — 23010. Телефонный код — 0342.

## Демография
Динамика населения: